# Mercedes Quintana
Mercedes Haydée Saravia Quintana o  Mecha Quintana (Buenos Aires, 1910-Buenos Aires, 1996) fue una célebre bailarina clásica, coreógrafa, directora y actriz de teatro, cine y televisión argentina.

## Carrera
Egresada del Conservatorio Nacional de Danzas, Mecha Quintana fue una famosa bailarina que sentó las bases de una escuela nacional de danzas clásicas y modernas en el país. A lo largo de su vasta carrera hizo cine y teatro con colosos de la escena nacional como Florencio Parravicini,  Amelia Bence, Osvaldo Bonet, María Rosa Gallo, Luisa Vehil, Alberto de Mendoza, entre otros.
Fue la primera coreógrafa argentina que trabajó originalmente, cuando todavía no había coreógrafos en el país.
En 1929  integró el elenco estable del famoso Teatro Colón, donde en 1933 fue designada bailarina solista en 1933 interviniendo decenas de obras a lo largo de varios años como: Petruchka. La Valse, Carnaval, El aprendiz de brujo, El Príncipe Igor, entre muchos otros. Luego adquiere una labor más actoral y luego directivo de obras y operetas clásicas. Luego dejó su carrera como bailarín solista y formó su propia academia, sostenida económicamente y socialmente por su primer marido el arquitecto Ricardo Conord. Fue Conord quien la introdujo en el mundo cinematográfico donde era un muy conocido escenógrafo.
Viajó hasta Francia para perfeccionar sus técnicas en danza con el maestro ruso Alexander Violinine. Fue una discípula también de la maestra Esmée Bulnes, quien le ofreció su estudio de Libertad 900 para que diese clases allí cuando fue privada de su cargo en el Teatro Argentino de La Plata. También fue contratada como coreografía del Teatro Colón.
En cine fue llevada a participar de las películas Yo quiero ser bataclana (1941), con dirección de Manuel Romero, junto a Niní Marshall y Juan Carlos Thorry, Ven... mi corazón te llama (1942) con Elvira Ríos, Tito Lusiardo, Alicia Barrié y Elena Lucena, y Mujeres que bailan (1949) con Niní Marshall, Fanny Navarro y Fidel Pintos. En 1938 ya había colaborado con el film Callejón sin salida, dirigido e interpretado por Elías Alippi junto a Maruja Gil Quesada.
Hizo giras por el interior del país y así como también el exterior como Italia. También presentó obras en teatros como el Teatro de la Ópera donde presentó la opereta Wunder Bar.
En la pantalla chica argentina representó con su ballet el programa Petit Café, junto a Juan Carlos Thorry, Analía Gadé, Darío Garzay y Diana Maggi.
Tuvo su momento mediático cuando, durante la presentación de un musical se cae en pleno escenario. En el Teatro Colón, sitio donde se desarrolló profesionalmente, se transformó también en su refugio en la docencia donde dirigió los ballets de su creación. Maestra de gran exigencia guio una generación de bailarines.
Sus hermanas Cora y Livia Quintana fueron corista y pianista que trabajaron con ella, inclusive en el teatro. Mecha Quintana fue una bailarina notable por su vasta cultura, sus relaciones sociales y sus viajes a Europa para perfeccionarse.
En 1956 sufrió persecución por sus ideas políticas lo que debió exiliarse durante tres años en Europa dónde siguió perfeccionando.
En 1984 se le hizo un homenaje a la coreógrafa y bailarina en el Cervantes, con motivo del Día internacional de la danza, en el que participaron artistas como Amelia Bence, Nelly Raymond, Luisa Vehil y Alberto Willyams.

## Filmografía
- 1938: Callejón sin salida (coreografía).
- 1941: Yo quiero ser bataclana.
- 1942: Ven... mi corazón te llama.
- 1949: Mujeres que bailan.

## Televisión
- 1951: Petit Café.

## Teatro
- 1929: 'Petruchka. La Valse.
- 1929: Pulcinella.
- 1930: Giselle.
- 1930: Los payasos.
- 1931: Carnaval.
- 1931: El aprendiz de brujo.

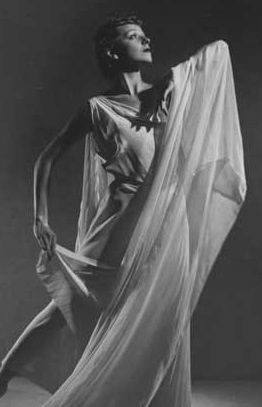
Fotografía de Mercedes Quintana durante una representación.

- 1931: El Príncipe Igor, coreografía de Michel Fokin.[6]
- 1932: La flor del irupé.
- 1932: Huemac.
- 1933: Silfides.
- 1933: Schut.
- 1933: Los comediantes celosos.
- 1933: La princesa cisne.
- 1933: Estudio.
- 1933: El beso de hada.
- 1935: Bolero.
- 1935: Amor Brujo.
- 1935: Petruschka.
- 1939: Ollantay, con Miguel Faust Rocha, Pablo Acciardi, Iris Marga, Santiago Gómez Cou, Guillermo Battaglia y gran elenco.[7]
- 1944: Poesía de la danza.
- 1945: La que murió en París.
- 1945: La vierge a midi.
- 1949: Los amores de la virreina, de Enrique García Velloso, dirección de Francisco Calcavallo e Ivo Pelay. En el Teatro Cervantes.
- 1958: Las picardías de Scapin, de Molière, dirección de Cecilio Madanes. En el Teatro Caminito.